# Leandro Cufré
Leandro Damián Cufré (ur. 9 maja 1978 w La Placie) – argentyński piłkarz występujący na pozycji lewego obrońcy, trener piłkarski. Od maja 2015 posiada również obywatelstwo meksykańskie.

## Kariera klubowa
Cufré jest wychowankiem klubu Gimnasia La Plata. Do jego pierwszej drużyny został przesunięty w sezonie 1996/1997. W debiutanckim sezonie w lidze zagrał 11 razy. Od początku następnego był już podstawowym graczem Gimnasii. W 1998 roku wywalczył z klubem wicemistrzostwo Apertura. W pierwszej drużynie Gimnasii spędził w sumie sześć lat. W tym czasie rozegrał tam 132 spotkania i zdobył 4 bramki.
W 2002 roku podpisał kontrakt z włoskim klubem AS Roma. W Serie A zadebiutował 22 września 2002 w przegranym 1:2 meczu z Modeną. W pierwszym sezonie Cufré był rezerwowym w Romie. W lidze wystąpił 8 razy. W tamtym sezonie zagrał z klubem w finale pucharu Włoch z A.C. Milanem, przegranym przez jego zespół w dwumeczu 3:6. Latem 2003 roku został wypożyczony do innego pierwszoligowca – AC Sieny. Był tam podstawowym zawodnikiem, łącznie rozegrał tam 31 spotkań. Po zakończeniu sezonu powrócił do Romy, w której wówczas stał również podstawowym graczem. W 2005 ponownie zagrał z Romą w finale pucharu Włoch, jednak tym razem jego zespół został pokonany przez Inter Mediolan (w dwumeczu 0:3). W 2006 roku wywalczył z klubem wicemistrzostwo Włoch. W tym samym roku Cufré po raz trzeci przegrał z klubem finał pucharu Włoch (z Interem Mediolan 2:4). W Romie rozegrał w sumie 68 spotkań i strzelił jednego gola.
Latem 2006 odszedł za sumę 2,1 miliona euro do francuskiego AS Monaco. W Ligue 1 zadebiutował 9 września 2006 w przegranym 1:2 spotkaniu z AJ Auxerre. W pierwszym sezonie w lidze rozegrał 20 spotkań, a Monaco zajęło jedenaste miejsce w tabeli. 25 sierpnia 2007 w wygranym 3:1 spotkaniu z Le Mans UC 72 strzelił pierwszego gola w trakcie gry w lidze francuskiej. Sezon 2007/2008 zakończył z klubem na 12. miejscu w Ligue 1. W sezonie Cufré 2008/2009 w lidze francuskiej grał do stycznia 2009. W tym zagrał tam 15 razy i zdobył 3 bramki.
W styczniu 2009 został wypożyczony do niemieckiej Herthy Berlin. W Bundeslidze pierwszy występ zanotował 31 stycznia 2009 w wygranym 2:1 meczu z Eintrachtem Frankfurt. Do końca sezonu w barwach Herthy wystąpił 5 razy, a w lidze zajął z nią czwarte miejsce.
19 sierpnia 2009 roku Cufré podpisał kontrakt z chorwackim zespołem Dinamo Zagrzeb, gdzie przez cały 2,5 roczny pobyt był jednym z podstawowych graczy tego klubu. W Prvej Lidze zadebiutował 30 sierpnia tego samego roku w wygranej 6:0 konfrontacji z NK Slaven Belupo. Z Dinamem wywalczył dwa tytuły mistrzowskie – w sezonach 2009/2010 i 2010/2011.
Wiosną 2012 Cufré na zasadzie wolnego transferu zasilił meksykańską ekipę Club Atlas z siedzibą w mieście Guadalajara.

## Kariera reprezentacyjna
Cufré jest reprezentantem Argentyny. W drużynie narodowej zadebiutował 20 grudnia 2000 w towarzyskim meczu z Meksykiem. Został powołany do kadry na Mistrzostwa Świata 2006. 30 czerwca 2006, po zakończeniu meczu ćwierćfinałowego tego turnieju z Niemcami (przegranego przez Argentynę po rzutach karnych, Cufré całe spotkanie spędził na ławce rezerwowych) został ukarany czerwoną kartką za udział w przepychance między zawodnikami obu drużyn. Następnie został ukarany przez FIFA za atak na Pera Mertesackera grzywną w wysokości 10 tysięcy franków szwajcarskich i zawieszeniem na cztery mecze.